# Мироновский сельский совет (Шосткинский район)
Мироновский сельский совет (укр. Миронівська сільська рада) — входит в состав
Шосткинского района
Сумской области
Украины.
Административный центр сельского совета находится в 
с. Мироновка
.

## Населённые пункты совета
- с. Мироновка
- с. Крупец
- с. Шкирмановка